# 分配多元環
数学における分配多元環（ぶんぱいたげんかん、英: distributive algebra）または非結合多元環（ひけつごうたげんかん、英: non-associative algebra）は、体（または可換環）K 上の線型空間（あるいは一般に加群）A であって、さらにその上のK-双線型写像 A × A → A が存在して A 上に乗法演算（中置的二項演算）を定めるものを言う。いま、乗法の結合性については全く仮定しないので、乗法を行う順番については丸括弧などを用いて指定することが非常に重要になる。例えば (ab)(cd) や (a(bc))d あるいは a(b(cd)) などは異なる値を取り得る。
ここで、結合性を仮定しないことを以って「非結合的」という言い方をするけれども、それは結合律が成立しないことを意味するものではない。言ってみれば、「非結合的」という修飾辞は「必ずしも結合的でない」という意味であって、これは非可換環が「必ずしも可換でない」という意味で「非可換」を冠しているのとまさに同じである。
A の元を左または右から掛けるという操作は、A の K-線型変換
{\displaystyle L_{a}\colon x\mapsto ax\quad R_{a}\colon x\mapsto xa}
を引き起こす（La および Ra をそれぞれ a による左移動および右移動作用と呼ぶ）。分配多元環 A の包絡環 (enveloping algebra) とは、A の自己準同型環の部分環で、A の左移動および右移動によって生成されるものを言う。この包絡環は、A が結合的でない場合でも、必ず結合的になる。この意味で、包絡環は「A を含む最小の結合多元環」である。
多元環が単型あるいは単位的 (unital, unitary) であるとは、それが乗法単位元（Ix = x = xI がその多元環のどんな x についても成立するような元 I）が存在するときに言う。

## 恒等関係式
二つの二項演算を持つ環と類似の構造は、何の制約もなければ非常に広範なクラスであって、議論を展開するには一般すぎる。それが故に、何らかの意味で乗法を簡素化する恒等式を満足するような分配多元環として、いくつかの種類がよく知られている。例えば以下のようなものが挙げられる。
以下、x, y, z を多元環の任意の元とする。
- 結合性:  (xy)z = x(yz).
- 対称性（可換性）:  xy = yx.
- 反対称性（反交換性、交代性）: xy = −yx.[4]
- ヤコビ恒等式: (xy)z + (yz)x + (zx)y = 0.
- ジョルダン恒等式: (xy)x2 = x(yx2).
- 冪結合性: xm xn=xn+m（m, n は非負整数）。これは a, b, c が任意に選んだ元 x の非負整数冪ならば a(bc)=(ab)c といっても同じである。
- 交代結合性: (xx)y = x(xy) かつ (yx)x = y(xx).
- 柔軟性[5]: x(yx) = (xy)x.

これらの性質の関係性は 
1. 「結合的」⇒ 「交代結合的」⇒「冪結合的」
2. 「結合的」⇒「ジョルダン」⇒「冪結合的」
3. 「結合的」、「対称的」、「反対称的」、「ジョルダン」、「ヤコビ」の各条件から「柔軟性」が従う[5]。
4. 標数が 2 でない体上の多元環については、対称かつ反対称ならば、その多元体が {0} に他ならないことが言える。

## 例
- 三次元のユークリッド空間 R3 にベクトルの交叉積を入れたものは、反対称かつ非結合的な多元環の例を与える。交叉積はヤコビの等式も満たす。
- リー多元環（リー代数）は反対称かつヤコビの等式を満たす多元環である。
- （K が実数体 R または複素数体 C のときの）可微分多様体あるいは（K が一般のときの）代数多様体 M の上のベクトル場全体の成す多元環。
- ジョルダン多元環（ジョルダン代数）は可換かつジョルダン恒等式を満たす多元環である。
- 任意の結合多元環は、交換子をリー括弧積としてリー多元環を成す。実は任意のリー多元環はこの方法で得られるか、さもなくばこの方法で得られるリー多元環の部分リー多元環になる。
- 標数が 2 でない任意の体上の任意の結合多元環は、新しく乗法 "∗" を x ∗ y = (1/2)(xy + yx) で定めると、この乗法に関してジョルダン多元環になる。リー多元環の場合とは対照的に、全てのジョルダン多元環がこの方法で得られるわけではなく、この方法で得られるジョルダン多元環は特殊 (special) であるという。
- 交代多元環（交代代数）は交代結合性を満たす多元環である。交代多元環のもっとも重要な例は八元数全体の成す実多元環及び別な係数体を考えて得られる八元数環である。任意の結合多元環は交代多元環になる。実有限次元の交代多元体（可除な交代多元環）は、同型を除いて、実数体、複素数体、四元数体、八元数体の何れかである（後述）。
- 冪結合多元環は冪結合性を満たす多元環である。例えば、任意の結合多元環、任意の交代代数、任意のジョルダン環、あるいは十六元数の全体は、冪結合多元環である。
- R 上の双曲四元数環は、特殊相対論にミンコフスキー空間が用いられるようになる以前に経験的に用いられていた。

そのほかの多元環のクラスとしては以下のようなものが挙げられる：
- 次数多元環: 多重線型代数学で用いられる多くの多元環、例えば与えられたベクトル空間上のテンソル代数、外積代数、対称代数などは次数付きである。次数付き多元環の概念はフィルター付き多元環に一般化される。
- 可除多元環（多元体）は任意の非零元が乗法逆元を持つ。実数体上の有限次元可除交代代数の分類は知られている。それは実数体（一次元）、複素数体（二次元）、四元数体（四次元）、八元数体（八次元）である。四元数体と八元数体は非可換で、八元数のみが非結合的である。
- 二次代数は、各 x に対して基礎体の適当な元（スカラー）r, s を選べば xx = re + sx とできるような多元環で、単位元 e を持つものである。例えば、任意の有限次元交代代数や、二次の正方行列環が二次代数を成す。同型を除いて、零因子を持たない実交代二次代数は、実数体、複素数体、四元数体、および八元数体に限る。
- 基礎体 K が R のときのケイリー・ディクソン代数は以下の何れかから構成することができる。
  - 複素数体 C: 可換結合多元環
  - 四元数体 H: 結合多元環
  - 八元数体 O: 交代代数
  - 十六元数環 S: 冪結合代数（これは全てのケイリー・ディクソン代数に共通の性質）
- ポアソン代数は幾何学的量子化において考えられる。これには二種類の乗法が入っていて、それぞれによって可換多元環およびリー環にすることができる。
- 遺伝代数（英語版）は数理遺伝学で用いられる非結合多元環である。